# 岐阜プラスチック工業
岐阜プラスチック工業株式会社（ぎふぷらすちっくこうぎょう、英称：Gifu Plastic Industry Co., Ltd. ）は、岐阜県岐阜市に本社を構えるプラスチック製品の製造を営む日本の企業である。

## 概要
プラスチック製品の製造販売を行っている。グループ連結売上高は1,085億円（2021年度）である。
宇宙航空研究開発機構（JAXA）やIHIと共同で航空機エンジンの防音材開発の研究を実施している。
岐阜駅前の大岐阜ビルに本社を構えている。

## 沿革
- 1953年（昭和28年）04月 - 岐阜プラスチック工業を設立
- 1953年（昭和28年）06月 - 1号機となる 2オンス縦型成型機を導入
- 1957年（昭和32年）04月 - 商標「リス」マークを決定
- 1959年（昭和34年）11月 - 真空成形機を導入【食品包装容器事業】
- 1961年（昭和36年）01月 - 食品包装容器ボンカップを発売開始
- 1962年（昭和37年）01月 - 各務原工場完成・操業開始
- 1963年（昭和38年）03月 - 塩ビ管継手の生産・販売を開始　【建築土木資材事業の開始】
- 1963年（昭和38年）09月 - パンコンテナーの発売　【物流資材事業の開始】

## グループ会社
「リスのプラスチックグループ」と称している。
- リスパック株式会社
- リス株式会社
- リスジョイントプロダクツ株式会社
- リス興業株式会社
- 東栄管機株式会社
- 大岐阜ビル株式会社
- 橋爪運輸株式会社
- 大幸化成株式会社

## メディア
- 2023年6月18日放送 - TBSテレビ がっちりマンデー!!「私たちの生活は「箱」で溢れてる！儲かる！箱ビジネス」[5]